# Gymnochaetopsis
Gymnochaetopsis är ett släkte av tvåvingar. Gymnochaetopsis ingår i familjen parasitflugor.
Kladogram enligt Catalogue of Life:
| Gymnochaetopsis | \| \| Gymnochaetopsis analis \| \| \| \| \| \| Gymnochaetopsis fulvicauda \| \| \| \| |
|                 | \| \| Gymnochaetopsis analis \| \| \| \| \| \| Gymnochaetopsis fulvicauda \| \| \| \| |
|                 | Gymnochaetopsis analis                                                                |
|                 |                                                                                       |
|                 | Gymnochaetopsis fulvicauda                                                            |
|                 |                                                                                       |